# Gyptis brunnea
Gyptis brunnea är en ringmaskart som först beskrevs av Hartman 1961. Gyptis brunnea ingår i släktet Gyptis, och familjen Hesionidae. Inga underarter finns listade i Catalogue of Life.